# Samariterplatz
Der Samariterplatz ist ein Platz in Berlin-Friedrichshain in der Nähe der Rigaer Straße und des Forckenbeckplatzes. Benannt wurde er nach der auf dem Platz erbauten Samariterkirche, die ihrerseits nach der neutestamentlichen Erzählung vom barmherzigen Samariter benannt ist.

## Geschichte
Die Freifläche wurde von der Aktiengesellschaft Berliner Neustadt der Kirchengemeinde geschenkt. Der Platz erhielt am 4. April 1895 den Namen Samariterplatz, nachdem die Samariterkirche hier von 1892 bis 1894 auf dem Platz erbaut wurde. 1895 wurde auch die Samariterstraße nach dem Platz benannt. Am Ende des Zweiten Weltkriegs wurde auf dem Samariterplatz ein Notfriedhof mit 289 Gräbern für gefallene Zivilisten und Soldaten angelegt. Jedoch wurde das Areal 1978, nachdem noch in den 1960er Jahren hier einige Urnen beigesetzt worden waren, geschlossen und 1983 eingeebnet. Des Weiteren wurde zugleich eine Grünfläche und ein Spielplatz angelegt. Die Gräber des Notfriedhofs wurden 1994 auf den Friedhof Hohenschönhausen umgebettet.

## Beschreibung
Der Samariterplatz ist als ein Rechtecksplatz durch die vorbeilaufende Bänschstraße angelegt. Mittig auf dem Platz befindet sich die Samariterkirche, deren Außenfläche mit einem Zaun zur Straße abgrenzt wird. So befindet sich an der östlichen Seite des Platzes ein Kinderspielplatz innerhalb eines Zaunes, der als Verlängerung der Fassade der Kirche wirkt. An der westlichen Seite des Platzes befindet sich neben dem Haupteingang der Kirche eine in die Fassade eingelassene Gedenktafel für Wilhelm Harnisch und zudem eine schmale, hohe Gedenktafel für die Friedliche Revolution. Um den Samariterplatz, an der Bänschstraße, sind jeweils einreihige Parkplätze angegliedert.

## Gedenken
Auf dem Samariterplatz steht eine Gedenktafel für die Friedliche Revolution und für den Pfarrer Wilhelm Harnisch:
| Datierung                                                    | Bild | Inschrift | Anmerkungen |
| ------------------------------------------------------------ | ---- | --- | --- |
| 9. Oktober 1997 durch den Bezirksstadtrat Dieter Hildebrandt |      | Gedenktafel für Wilhelm Harnisch: Hier wirkte der sozial und politisch engagierte Pfarrer WILHELM HARNISCH 9.10.1887 - 14.1.1960 Gründungsmitglied der Bekennenden Kirche Als Gegner der Nationalsozialisten vom Dienst suspendiert betreute er in seinem »Predigtladen« die Bekennenden Christen seiner Samaritergemeinde und leitete die Reichspressestelle des Pfarrernotbundes                                     | Die Gedenktafel wurde nach Abschluss von Renovierungsarbeiten in einem Kunststoffrahmen rechts neben dem Kirchenportal an der Fassade befestigt. |
|                                                              |      | Gedenktafel Friedliche Revolution: Vorderseite: Abb. 1: Prostesttrommeln im Sommer 1989 gegen das Massaker auf dem Platz des Himmlischen Friedens in Peking Abb. 2: Stephan Krawczyk und Freya Klier stehen unter Berufsverbot. Wenige Gemeinden lassen einen Auftritt zu. Abb. 3: Deutsche Jugendliche füllen die Kirche bei der Bluesmesse am 15. Juni 1980. Friedliche Revolution: Rückseite: siehe Abbildung links | |